# Lenny Kaye
Pour les articles homonymes, voir Kaye.
Lenny Kaye, né le 27 décembre 1946 à New York, est un guitariste américain. Auteur-compositeur, il est principalement connu comme étant un ancien membre du Patti Smith Group de 1974 à 1979, et pour continuer à accompagner Patti Smith depuis son retour sur scène en 1995 jusqu'à aujourd'hui.

## Biographie

### Premières années
Lenny Kaye est né de parents juifs à Manhattan dans la ville de New York. Il a grandi dans les borough de Queens et Brooklyn et a commencé à y jouer de l'accordéon, avant de déménager à North Brunswick Township dans le New Jersey dans les années 1960. Il y devient fan de science fiction et commence à l'âge de 15 ans à écrire et publier dans des magazines de SF. C'est aussi là qu'il forme son premier groupe musical, The Vandals, et plus tard The Zoo.

### Carrière musicale

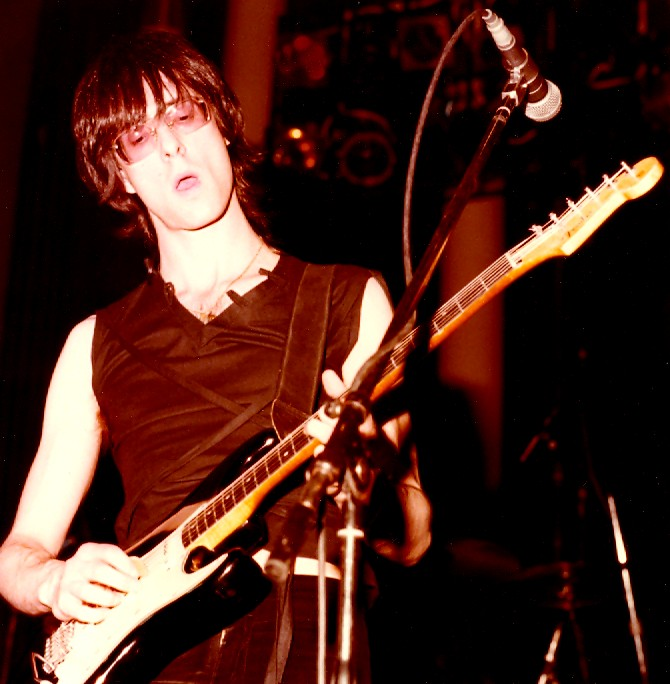
Lenny Kaye en 1978

Depuis sa rencontre avec Patti Smith au début des années 1970, Kaye a été un de ses plus proches collaborateurs, produisant son premier single Hey Joe / Piss Factory, puis faisant partie intégrante du Patti Smith Group en tant que guitariste. En 1972, il réunit des chansons rock peu connues de la deuxième moitié des années 1960 dans une compilation Nuggets: Original Artyfacts from the First Psychedelic Era, 1965-1968, dans lequel apparaît pour la première fois le terme "Punk rock".
Après le dernier album du Patti Smith Group (Wave) en 1979, il rejoint le Jim Carroll Band et crée son propre groupe : Lenny Kaye Connection, qui sortira un album I've Got a Right en 1984. Durant ces années, il coproduit également les deux premiers albums de Suzanne Vega.
Depuis 1995, il accompagne de nouveau Patti Smith et participe à la réalisation de ses albums.
Il apparaît dans le film de Jean-Luc Godard, Film Socialisme sorti en 2010.

## Discographie

### Patti Smith Group
- 1975 : Horses
- 1976 : Radio Ethiopia
- 1978 : Easter
- 1979 : Wave

### AvecPatti Smith
- 1996 : Gone Again
- 1997 : Peace and Noise
- 2000 : Gung Ho
- 2004 : Trampin'
- 2007 : Twelve (Album de reprises)

## Sources
- lennykaye.com

- (en) Cet article est partiellement ou en totalité issu de l’article de Wikipédia en anglais intitulé « Lenny Kaye » (voir la liste des auteurs).